# Palazzo Dolfin Manin

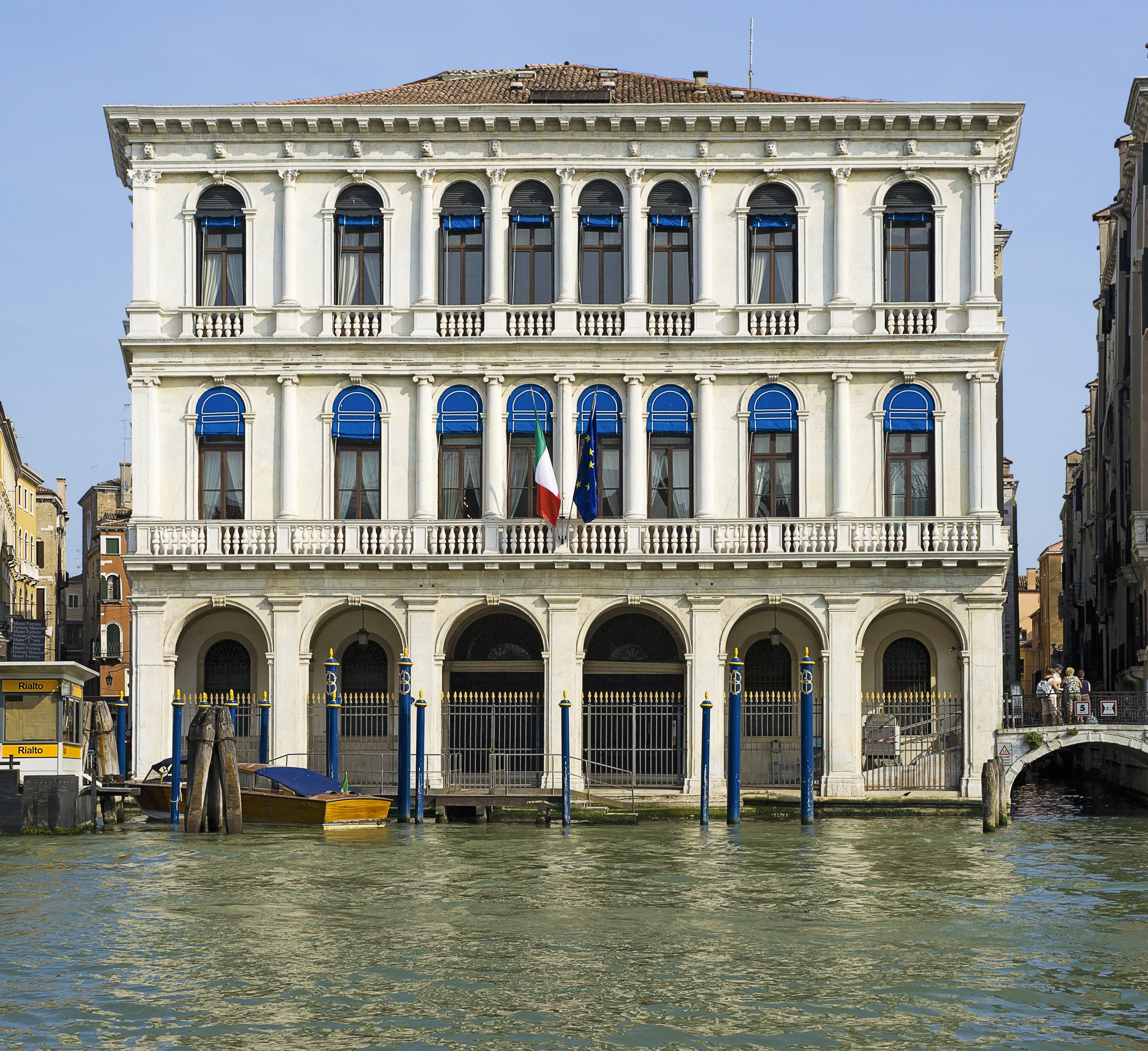
Der Palazzo Dolfin Manin, San Marco

Der Palazzo Dolfin Manin ist ein venezianischer Palast im Sestiere San Marco, dessen Hauptfassade auf den Canal Grande blickt. Das Bauwerk befindet sich unweit der Rialtobrücke neben dem Palazzo Bembo. Im Haus befindet sich heute eine Filiale der Banca d’Italia.

## Geschichte
Der Palast wurde ab 1536 für die Familie Dolfin errichtet, wobei die beiden Vorgängergebäude durch den Neubau ersetzt wurden. Zuane Dolfin, Alleinerbe und Gefolgsmann des Dogen Andrea Gritti, war 1529 Proveditore generale in campo, 1532 Podestà von Verona geworden. Nach seiner Rückkehr sollten die beiden mittelalterlichen Häuser der Familie, die die Familie nahe der Rialtobrücke besaß, durch einen repräsentativen Bau ersetzt werden. Dies konnten die Dolfin gegen den Widerstand der Nachbarn, also der Bembo, Dandolo und Da Molin durchsetzen. Beim Tod Zuanes im Jahr 1547 war der Palast weitgehend fertiggestellt. Der Palast wies einen trapezförmigen Grundriss mit quadratischem Innenhof und Zugang vom Rio dei Coffaneri auf. Die Baukosten beliefen sich auf 30.000 Dukaten. Zuane Dolfin konnte jedoch nicht verhindern, dass die Gremien der Republik einen Durchgang für die Öffentlichkeit verlangten. So entstand von 1538 bis 1547 die Fassade unter Leitung von Jacopo Sansovino, die den Fußweg unter einem Arkadengang zuließ. Es handelte sich nach Garry Wills beim Palazzo der Dolfin um den ersten Palastbau Sansovinos, doch entstand bereits 1533 unter seiner Leitung die Ca’ Corner della Ca’Granda. Im 17. Jahrhundert vermieteten die Dolfin den Palast zunächst, verkauften ihn aber später sukzessive. Zu den neuen Besitzern zählten Angehörige der Pesaro, Venier, Dolce und Correggio.

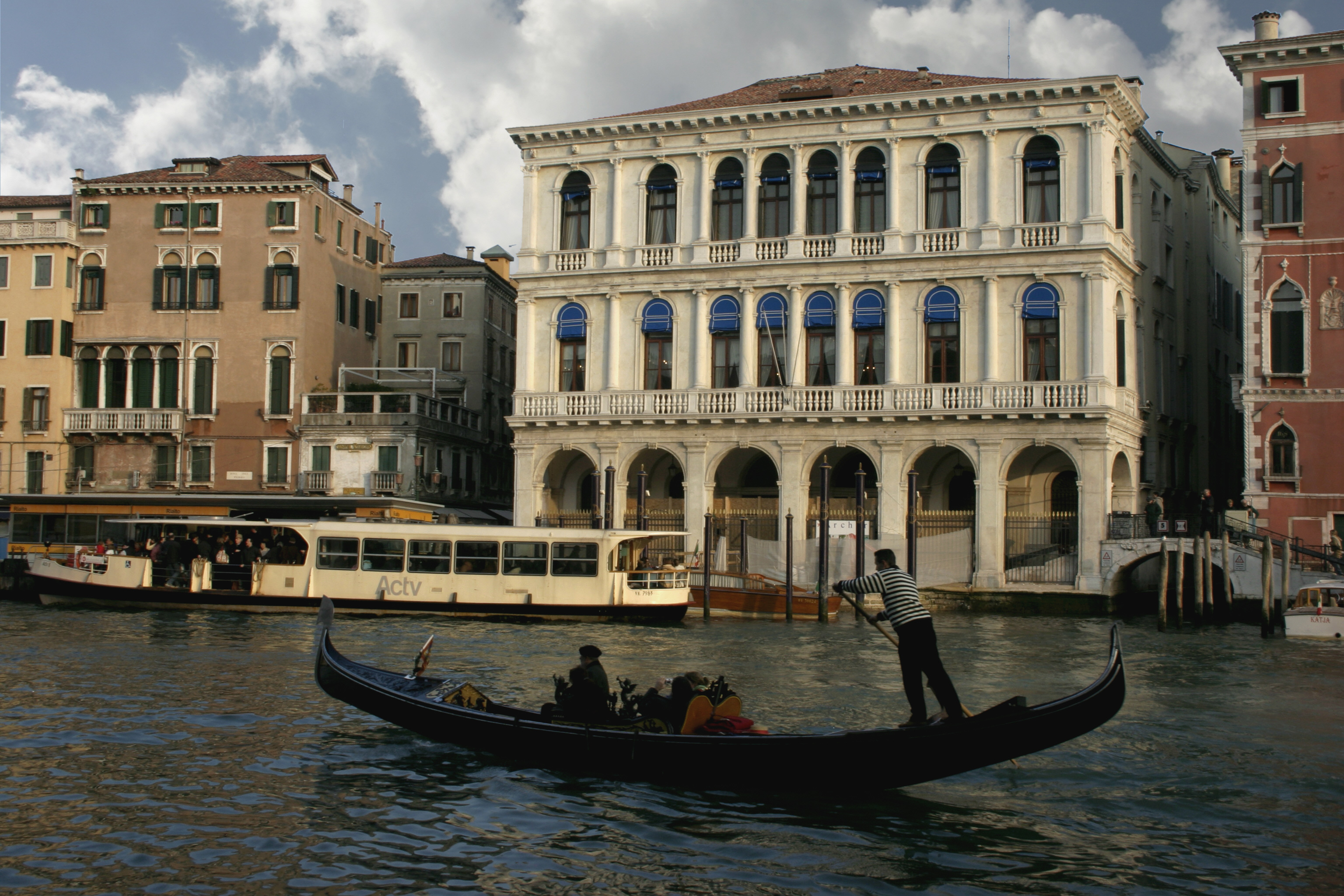
Der Palazzo Dolfin Manin, links die Vaporetto-Anlegestelle Rialto, rechts schließt der Palazzo Bembo an

Ab dem frühen 18. Jahrhundert bewohnte die Familie Manin, die sich 1651, während des Krieges zwischen dem Osmanenreich und Venedig um Kreta, den Eintrag in das Goldene Buch des venezianischen Adels erkauft hatte, als Hauptsitz das piano nobile des Dolfin-Palastes. Zu den Manin gehörte auch der Doge Ludovico Manin, auf dessen Initiative zahlreiche Veränderungen und interne Umbauten zurückgehen. Ludovico und sein Bruder Pietro kauften schließlich 1787 den gesamten Palast, der sich in schlechtem Zustand befand. Der Baumeister Giannantonio Selva ließ den Innenhof und die Läden, die sich im Sottoportico befanden, entfernen, und er ließ die Eingangstreppe durch eine solche im neoklassischen Stil ersetzen. Die Idee, auch die Fassade im klassizistischen Stil radikal umzugestalten, wurde angesichts heftigen Widerstands aufgegeben. Nachdem die Republik Venedig ihre eigene Auflösung 1797 beschlossen hatte, lebte der letzte Doge, der abgedankt hatte, bis zu seinem Tod noch fünf weitere Jahre im Palast. Die Manin besaßen eine der bedeutendsten Bibliotheken Venedigs, die 1810 noch um die Bestände der Basadonna erweitert wurde. Bedingt durch den wirtschaftlichen Niedergang der Familie wurde sie jedoch einschließlich des Mobiliars verstreut.
Der Palast blieb bis 1867 im Besitz der Manin. Er ging dann in das Eigentum der Banca Nazionale del Regno über. Nun wurden um die Rialtobrücke, wie an vielen anderen Stellen in Venedig auch, die Gassen erweitert, Kanäle zugeschüttet. Auch die nördlich an den Palazzo Manin angrenzende Calle della Scimmia zur Calle larga Mazzini erweitert und gleich umbenannt, nämlich nach Giuseppe Mazzini. Die Innenräume wurden 1911 umdekoriert, wobei auch Ausstattung des späten 18. Jahrhunderts verloren ging.
Zwischen 1968 und 1971 wurde das Bauwerk partiell restauriert, die Dekoration aus der Zeit der Banca Nazionale partiell entfernt. Weitere Arbeiten erfolgten ab 2002.
Der Portikus des Erdgeschosses wird von sechs Bögen geprägt, die von sieben Pilastern getragen werden. Sie stehen in Korrespondenz mit den ionischen Säulen des Piano nobile und den korinthischen des zweiten Geschosses, des secondo piano nobile. Die Strenge des Werkes wird durch Fensterpaare untermauert, die mit je einem Bogen des Erdgeschosses korrespondieren, wobei sich im Mittelteil eine quadrifora befindet. Der Abschluss nach oben erfolgt durch einen weiten gezähnten Dachüberstand. Vom Innenhof, der mehrfach umgebaut wurde, gelangt man über eine Treppe in die oberen Geschosse.
Im Inneren barg der Palast Kunstwerke von Giambattista Tiepolo aus den Jahren 1725 bis 1730 sowie 1740, die möglicherweise anlässlich der Heirat Lodovico Manins und der Elisabetta Grimani im Jahr 1748 entstanden. In einigen Räumen, so in einem Alkoven im piano nobile und in einigen Räumen des piano secondo, blieben Deckengemälde und Stuckarbeiten erhalten, die unter Leitung Gianantonio Selvas durch Pierantonio Novelli, Jacopo Guarana, Costantino Cedini, Pietro Moro und Giuseppe Bernardino Bison angefertigt wurden.